# Fila (filha de Antípatro)
Fila (Phila) (? — 287 a.C.) foi a filha mais velha de Antípatro, casada com Crátero e, depois da morte deste, com Demétrio Poliórcetes. 

## Família
O nome do seu avô paterno, o pai de Antípatro, era Iolau.
Era irmã de Cassandro, Iolas, Eurídice, esposa de Ptolemeu I Sóter  e Niceia, que se casou com Pérdicas e com Lisímaco. Provavelmente também era irmã de Filipe, irmão de Cassandro. Outro possível irmão é Árquias, mencionado junto com Iolas como acompanhantes de Niceia, filha de Antípatro, quando esta foi trazida da Macedônia para se casar com Pérdicas.

## Casamentos
Crátero era casado com Amástris, filha de Oxatres, irmão de Dario III, mas Crátero se separou de Amástris e casou-se com Fila, enquanto Amástris foi viver com Dionísio, tirano de Heracleia Pôntica.
Demétrio casou-se, por insistência do seu pai Antígono Monoftalmo, com Fila, após esta ficar viúva de Crátero, apesar da dela ser bem mais velha que ele.

## Filhos
Fila teve um filho chamado Crátero, com o mesmo nome do pai; Crátero serviu sob o seu meio-irmão Antígono Gónatas  e costuma ser confundido com o autor do texto Synagoge psephismaton.
Fila e Demétrio tiveram dois filhos: Antígono II Gónatas e Estratonice. Estratonice casou-se com Seleuco I Nicátor, teve um filho, e depois se casou com Antíoco I Sóter, filho de Seleuco.

## Morte
Quando Demétrio perdeu seu poder e se refugiou em Cassandreia, Fila, sem esperanças e com raiva da sua fortuna, tomou veneno e morreu.